# Bulațeni, Bolgrad
Bulațeni (în ucraineană Булатівка, transliterat: Bulativka) este un sat în comuna Borodino din raionul Bolgrad, regiunea Odesa, Ucraina.

## Demografie
Componența lingvistică a localității Bulațeni
     Rusă (66,67%)
     Ucraineană (16,67%)
     Română (16,67%)
Conform recensământului din 2001, majoritatea populației localității Bulațeni era vorbitoare de rusă (66,67%), existând în minoritate și vorbitori de ucraineană (16,67%) și română (16,67%).